# 那波加神社

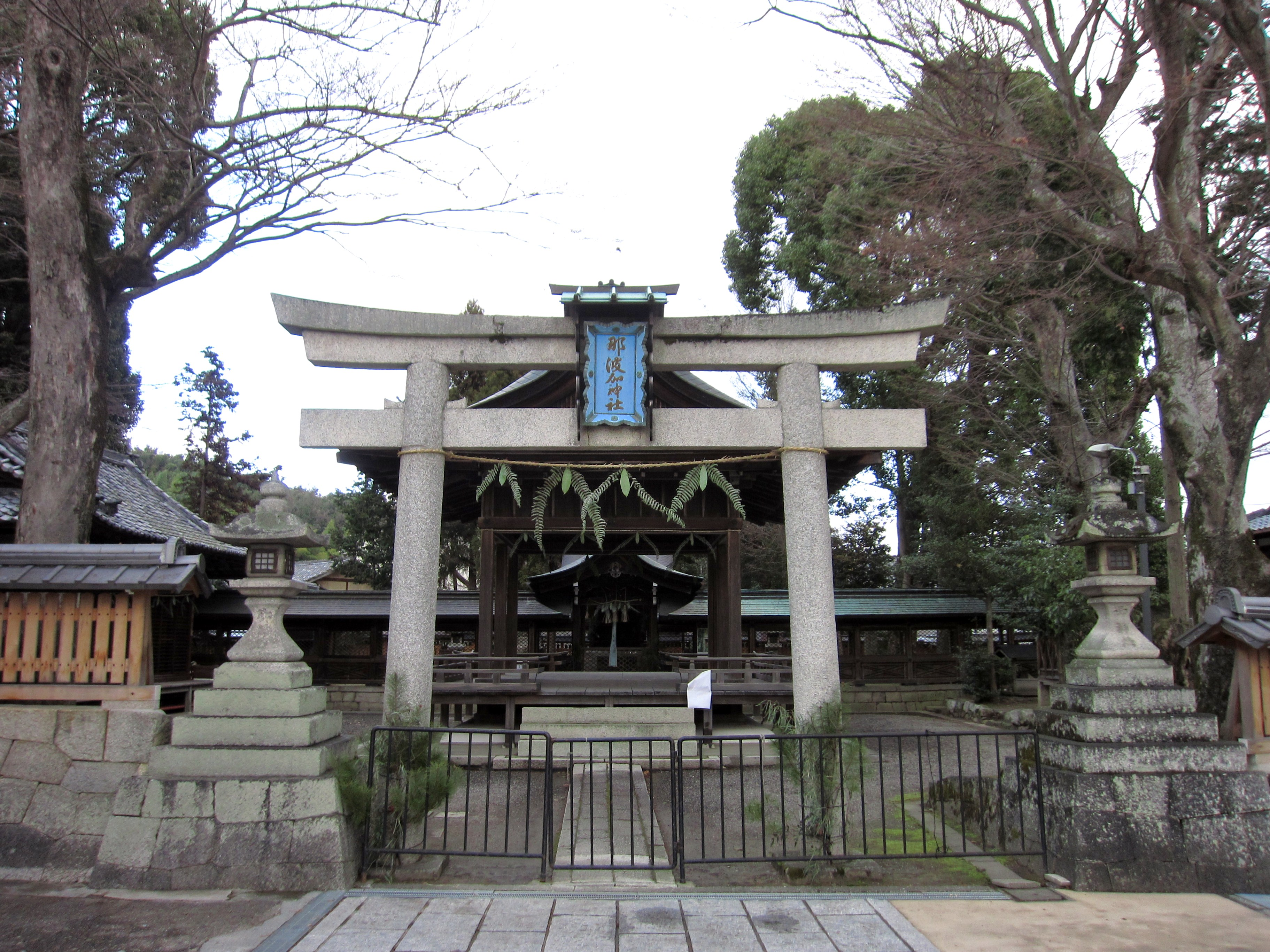
鳥居

神紋「抱茗荷」

那波加神社（なはかじんじゃ/なばかじんじゃ）は、滋賀県大津市にある神社。式内社で、旧社格は県社。神紋は「苗を背負鹿」「三ツ巴」「抱茗荷」。

## 祭神
主祭神
- 天太玉命 （あめのふとだまのみこと）

配神
- 於知別命 （おちわけのみこと）
  - 文献上では「落別王」「祖別命」とも。第11代垂仁天皇皇子で、当地を治めた小槻氏の始祖。一説には、於知別命ではなく雄琴神社祭神の今雄宿禰命が祭神であるともいわれる。

明治時代まで、主祭神は宇賀御玉命とされていた。『特選神名牒』では、「苗鹿」という社名から稲の神・宇賀御玉命が附会されたものであろうとしている。

## 歴史
社伝によれば、祭神の天太玉命はこの地に降臨し太古から鎮座したという。老翁となった天太玉命の農事を助けるために、鹿が現れて稲の苗を背負って運んだので「苗鹿（なはか/のうか）」という社名・地名になったと伝える。当社との関わりがうかがわれるものとして、周辺には苗鹿古墳群や法光寺古墳群なども残っている。天智天皇7年（668年）に社殿造営、大同2年（807年）に荒魂社が造営されたと伝える。
仁寿元年（851年）、小槻宿禰今雄が雄琴荘を拝領して以降、当社と雄琴神社とが小槻氏の氏神とされ崇敬された。また、氏寺として建立した法光寺が当社別当寺となった。なお、法光寺境内には鎮守社として天神社があり木造男女神像（市指定文化財）が安置されているが、これらは当社の神体として作られたとする説がある。
延長5年（927年）成立の『延喜式』神名帳では近江国滋賀郡に「那波加神社」と記載され、式内社に列している。
円仁が比叡山延暦寺の横川中堂を建立した際には、内陣柱を奉加した。このことも関係し、天台宗において法華経守護神である三十番神に第29番「苗鹿大明神」（本地仏：阿弥陀如来）として列している。建武2年(1355年)には後醍醐天皇より勅使が差遣され、天下太平祈願がなされた。元亀2年（1571年）織田信長の比叡山焼き討ちの際に社殿等を焼失し、慶長12年（1607年）再建された。
明治9年（1876年）10月近代社格制度において村社に列し、明治28年（1895年）1月に郷社に、明治35年（1902年）5月には県社に昇格した。

## 境内
「上の宮」と称される那波加荒魂神社に対し、本社は「下の宮」と称される。本殿は一間社流造で、間口五尺・奥行五尺。拝殿は入母屋造で、間口二間一尺・奥行二間一尺。

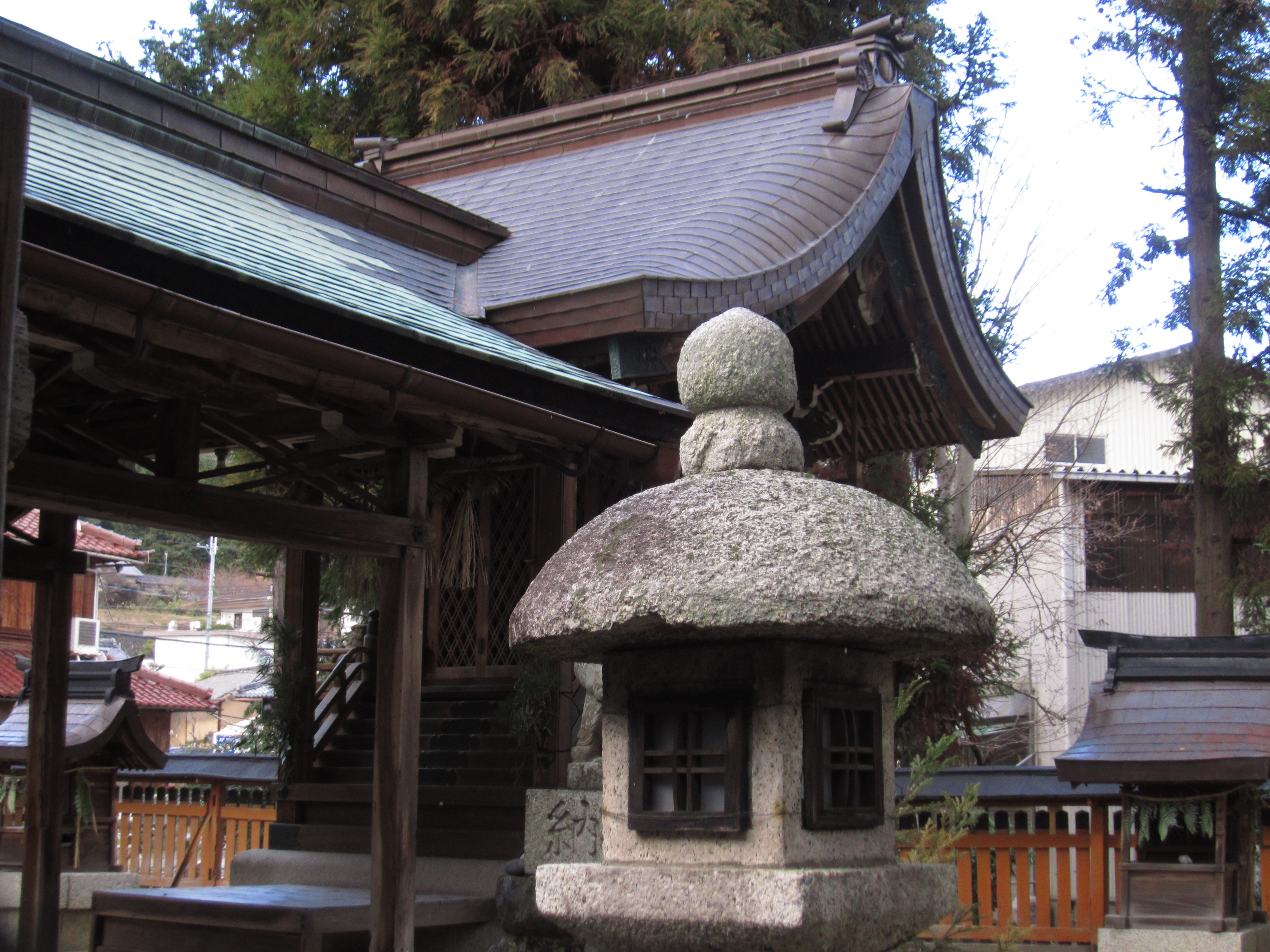
本殿
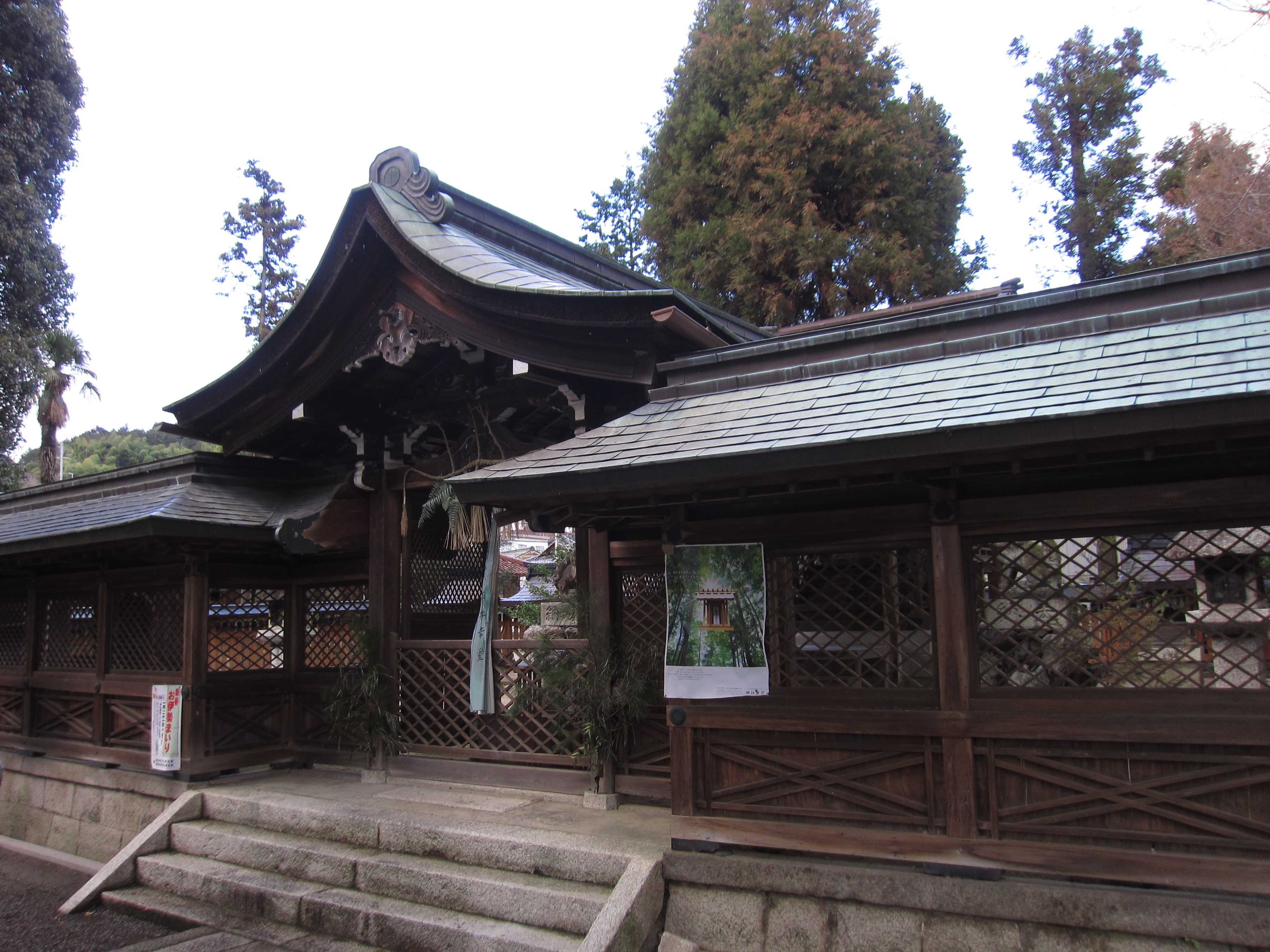
拝所
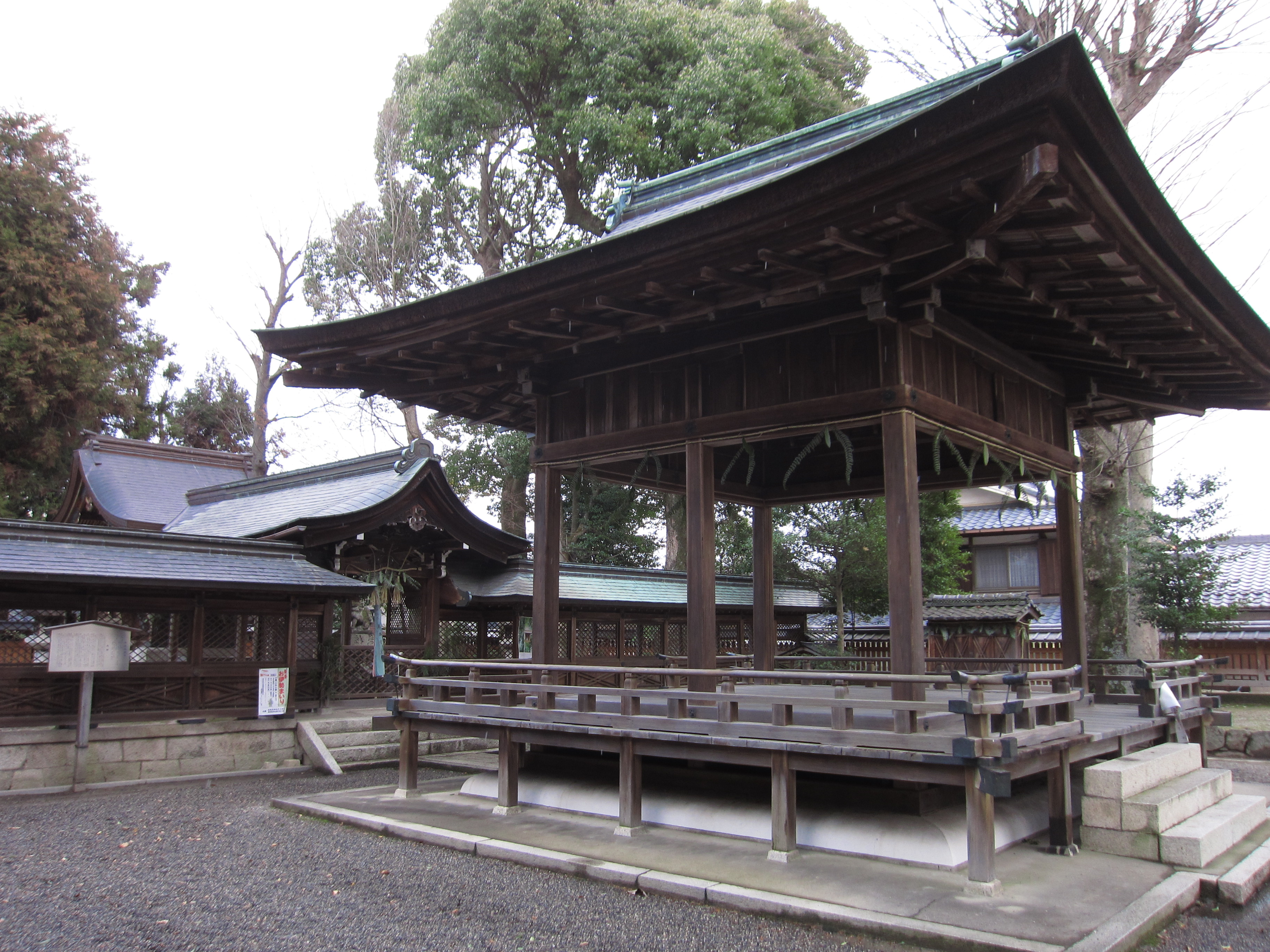
境内
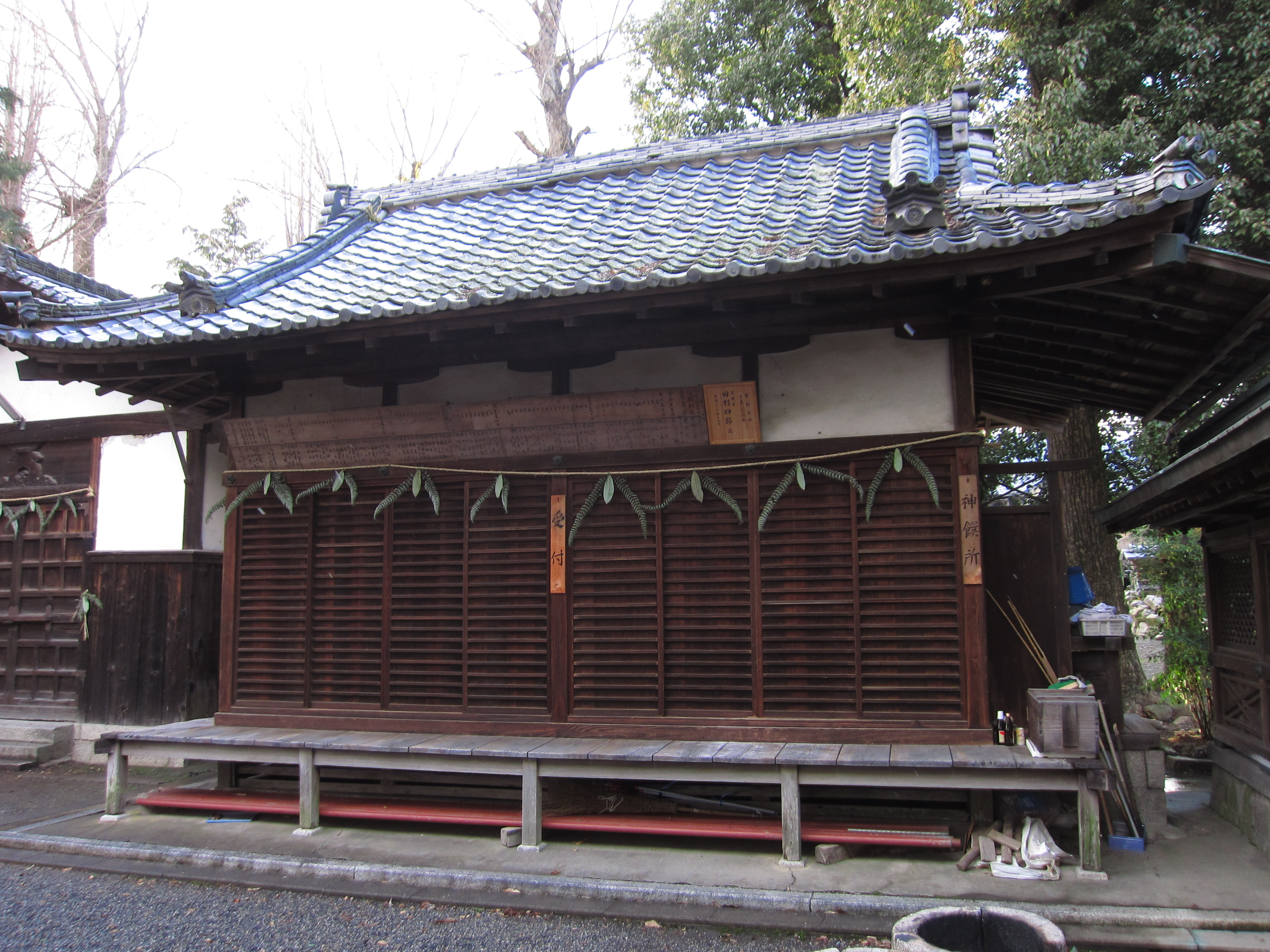
神饌所

## 摂末社

### 那波加荒魂神社（上の宮）
- 鎮座地：大津市苗鹿 - 本社近く。
- 祭神：那波加神社荒魂
- 創建：大同2年（807年）

斎部宿禰広成が祭神の荒魂社を創建、別宮としたという。社殿は概ね本社と同じであるが、拝殿・神饌所・神輿庫はない。
社殿背後には盤石が残り、磐座信仰の名残を伝える。

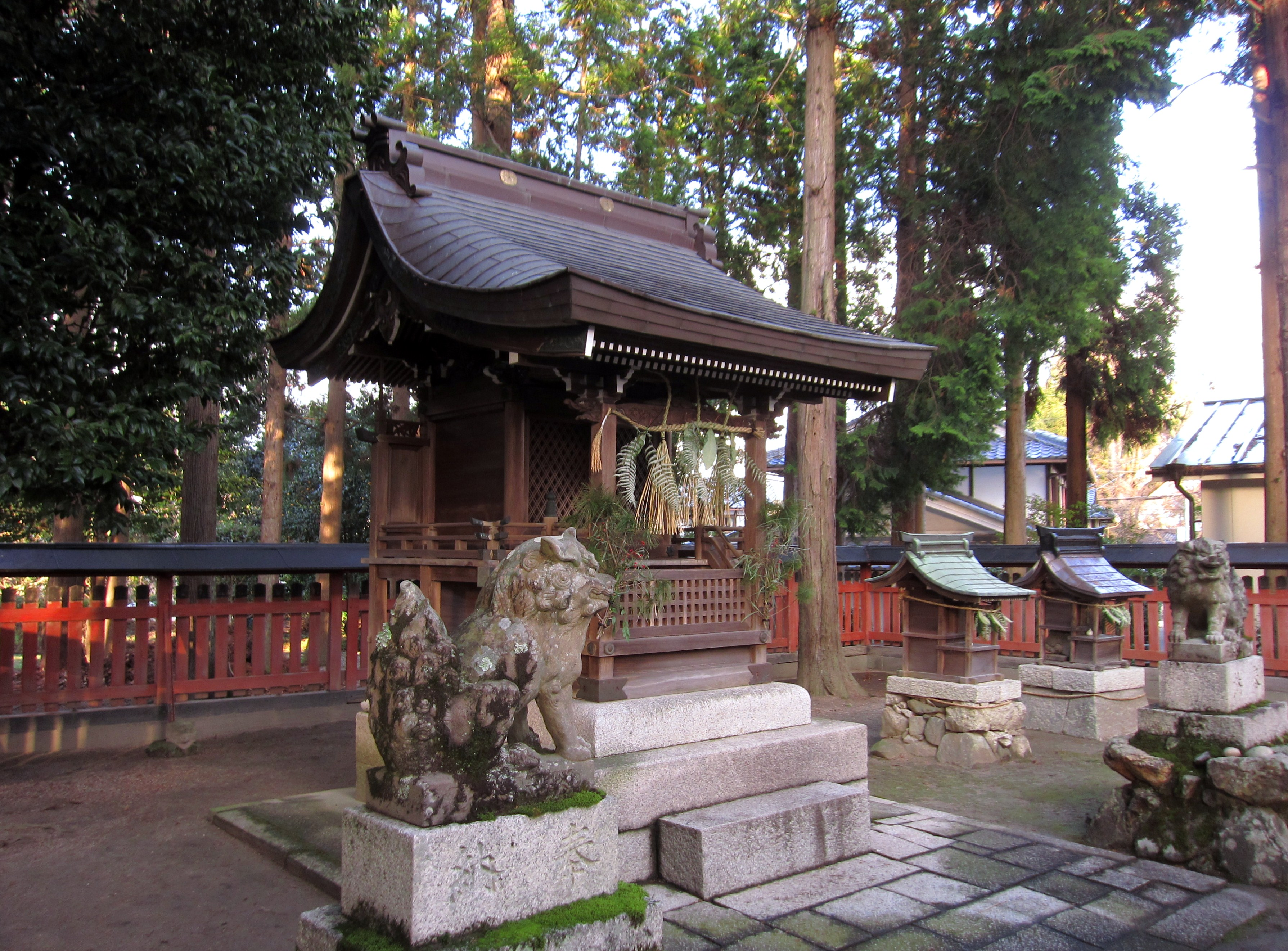
本殿
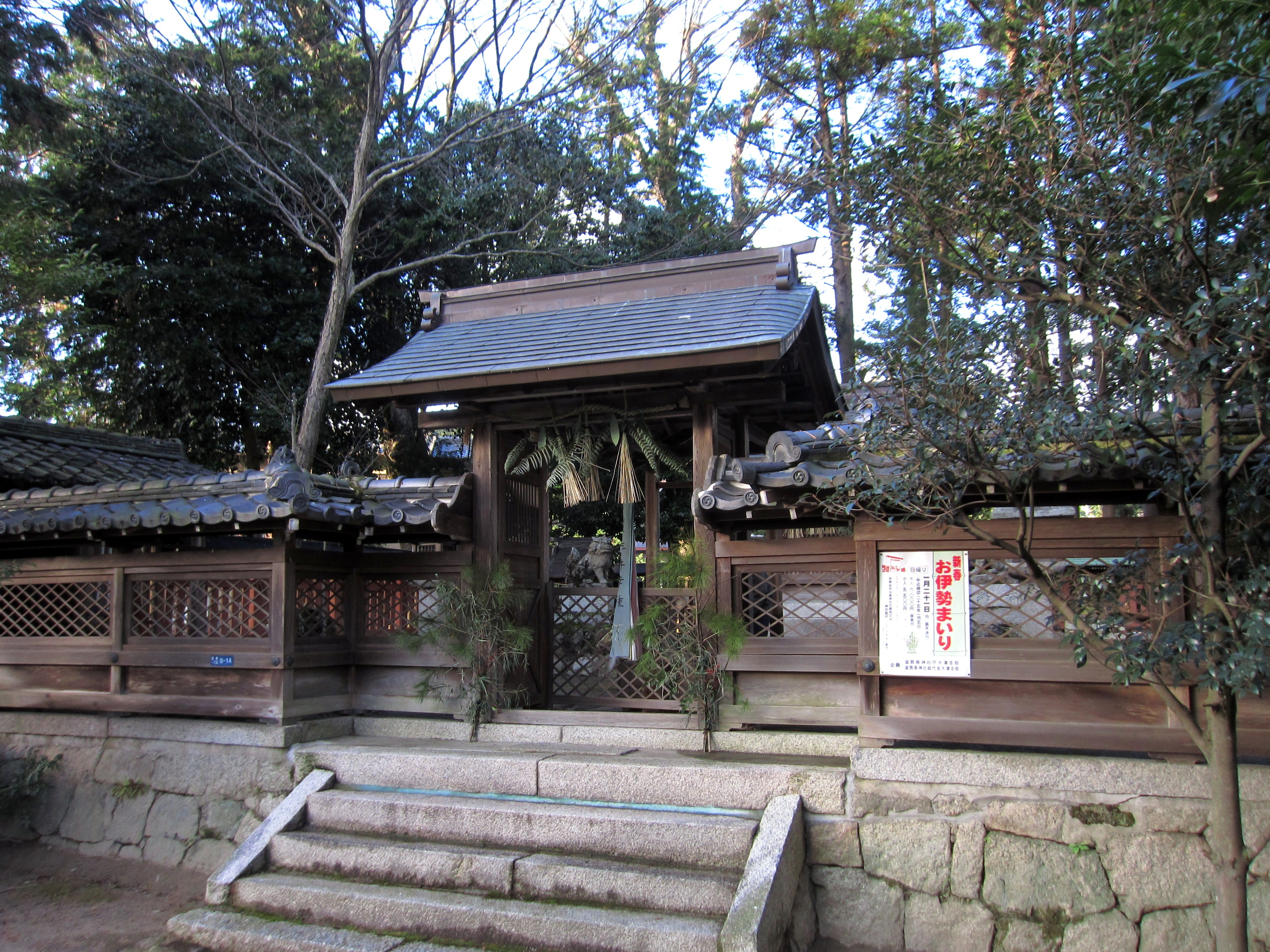
拝所
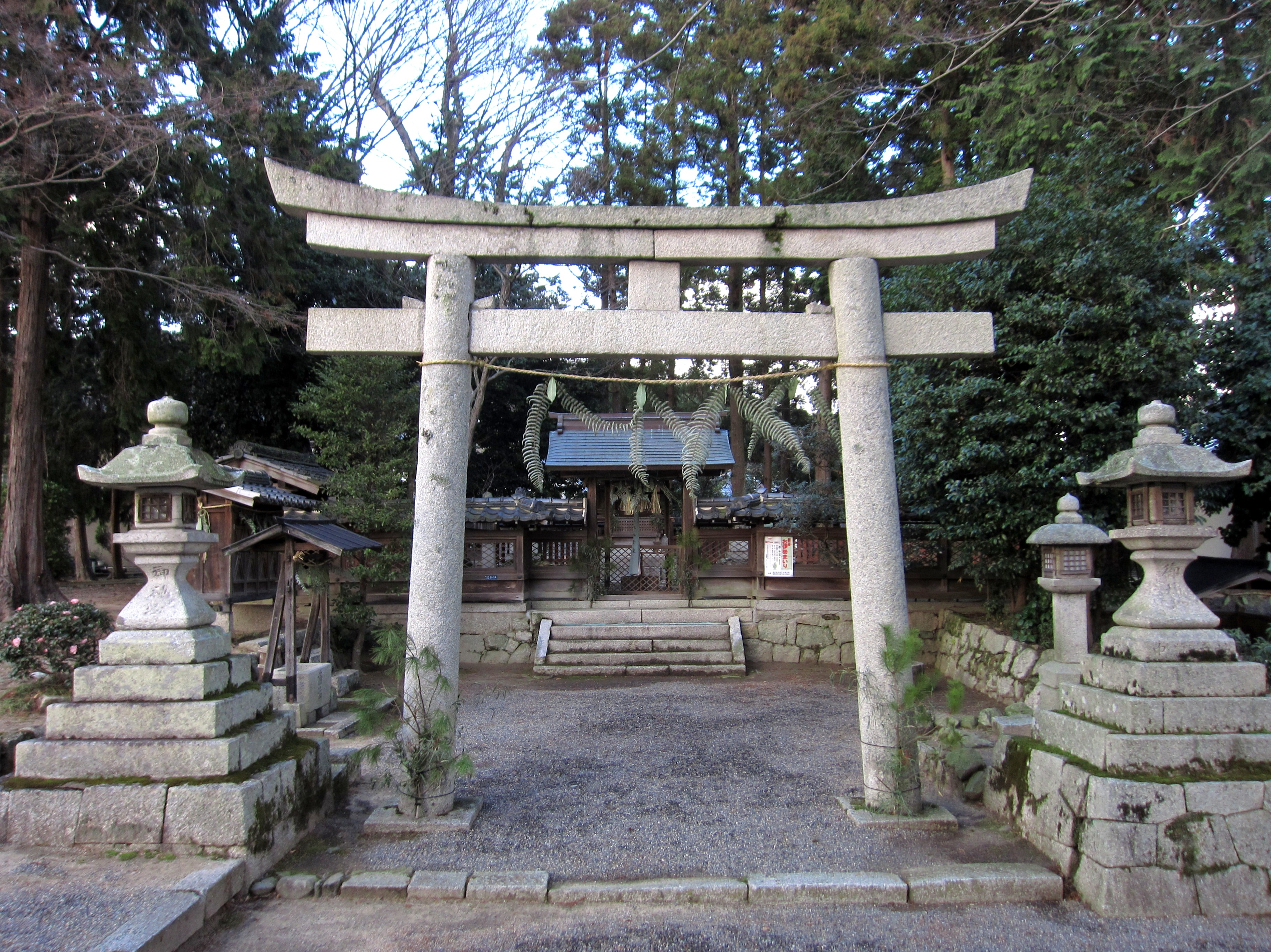
鳥居
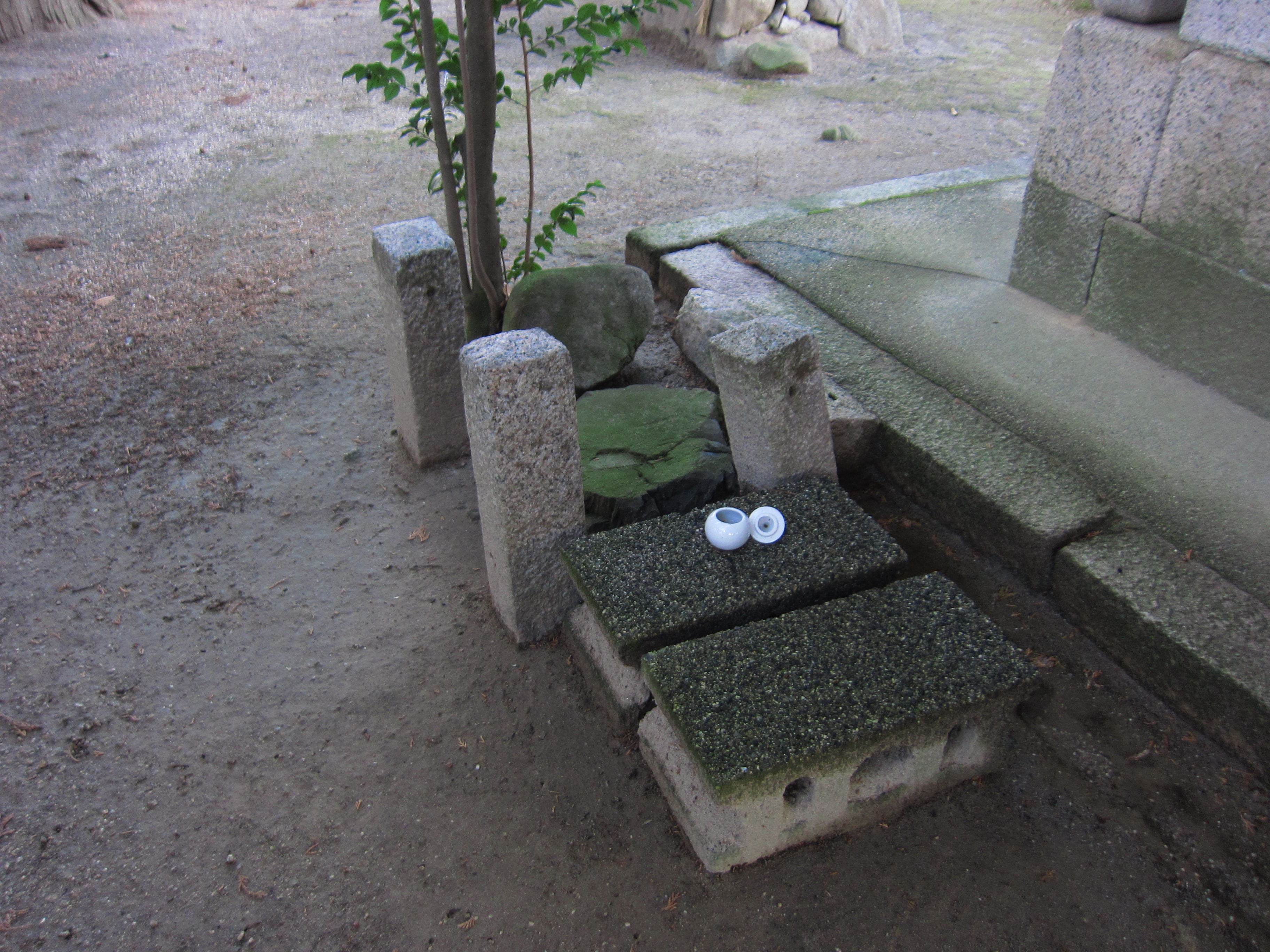
霊石

### その他
那波加神社境内
いずれも玉垣内に鎮座する。
- 龍神社
- 夷社
- 宇賀社
- 大将軍社

那波加荒魂神社境内
いずれも玉垣内に鎮座する。
- 大炊社
- 愛宕社
- 須古社

## 主な祭事
- 例祭 （4月29日）

上の宮を御旅所として、下の宮から神輿の渡御が行われる。

## 現地情報
所在地
- 那波加神社（下の宮）：滋賀県大津市苗鹿一丁目8-1
- 那波加荒魂神社（上の宮）：滋賀県大津市苗鹿一丁目9-14

那波加神社と那波加荒魂神社とは徒歩すぐ。
交通アクセス
- 鉄道：JR西日本湖西線 おごと温泉駅または比叡山坂本駅 （徒歩約15分）
- バス：びわ湖浜大津駅（京阪京津線、石山坂本線）から、江若バス（堅田駅行き）で「苗鹿」バス停下車 （下車後徒歩約3分）

周辺
- 法光寺